# Elsie

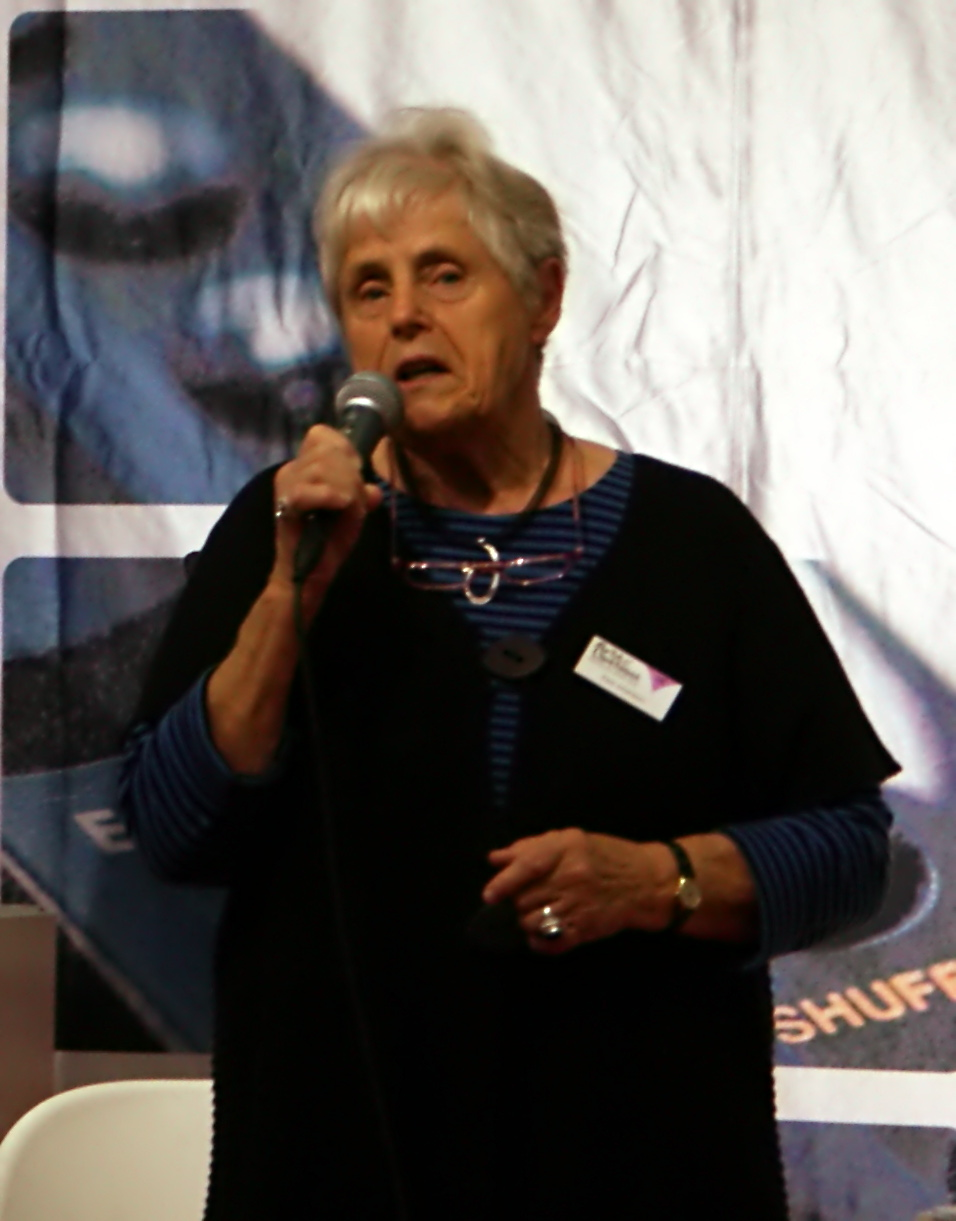
Elsie Johansson

Elsie eller Elsy är en kortform av Elisabet. Det äldsta belägget i Sverige är från 1872 för Elsie och från 1902 för Elsy.
Den 31 december 2014 fanns det totalt 7 952 kvinnor folkbokförda i Sverige med namnet Elsie, varav 3 920 bar det som tilltalsnamn. Motsvarande siffror för Elsy var 4 422 respektive 2 555.
Namnsdag: saknas (1986-2000: 30 oktober)

## Personer med namnet Elsie eller Elsy
- Elsie Albiin, svensk skådespelare
- Elsie Bodin, svensk sångerska och skådespelare
- Elsie Dahlberg-Sundberg, svensk konstnär
- Elsie Griffin, engelsk operasångare
- Elsie Hall, australiensisk-sydafrikansk pianist
- Elsie Hodder, engelsk skådespelare och sångare under artistnamnet Lily Elsie
- Elsie Höök, svensk skådespelare
- Elsie Inglis, skotsk doktor
- Elsie Janis, amerikansk sångare och skådespelare
- Elsie Johansson, svensk författare
- Elsie Lefebvre, quebekisk politiker
- Elsy Lindgren, svensk sångerska
- Elsie Nilsson, svensk friidrottare
- Elsie Petrén, svensk musiker och författare
- Elsi Rydsjö, svensk författare
- Elsie Tu, engelsk Hong Kong-aktivist
- Elsie Maud Wakefield, engelsk mykolog och växtpatolog